# Институт неврологии, психиатрии и наркологии НАМН Украины
Украинский научно-исследовательский институт клинической и экспериментальной неврологии и психиатрии (Харьков) — главное на Украине научное учреждение психоневрологического профиля, научный центр, разрабатывающий актуальные проблемы теоретической и практической неврологии, психиатрии и наркологии. Подведомствен Академии медицинских наук Украины.

## История
- 1921—1922 — в Харькове организован центральный Украинский научно-исследовательский психоневрологический институт (организатор и первый директор института профессор А. И. Гейманович);
- 1926 — в Харькове организован Украинский институт клинической психиатрии и социальной психогигиены (организатор и руководитель академик В. П. Протопопов);
- 1932 — на базе Украинского научно-исследовательского психоневрологического института, Украинского института клинической психиатрии и социальной психогигиены и психоневрологического факультета медицинского института создана Украинская психоневрологическая академия (УПНА) (президент академии: 1932—1934 — Е. С. Затонская (Раскина), жена видного деятеля КП(б)У, академика ВУАН и наркома просвещения Украины в 1933—1938 В. П. Затонского; врио президента 1934 — М. А. Гольденберг; 1934—1937 — Л. Л. Рохлин);
- 1937 — Украинская психоневрологическая академия реорганизована в Украинский психоневрологический институт;
- 1985 — открыт филиал института в Феодосии — Республиканский наркологический психоневрологический центр;
- 1988 г. — в Киеве открыто Киевское отделение нейровертебрологии Харьковского НИИ неврологии и психиатрии с лечебными отделениями;
- 1992 — институт получил статус Украинского научно-исследовательского института клинической и экспериментальной неврологии и психиатрии.

## Структура
Институт включает в себя 6 отделов: неврологии и нейрохирургии, психиатрии, наркологии, экспериментально-лабораторный и научно-организационный отделы, отдел информация и патентной службы, которые состоят в свою очередь из 16 структурных подразделений, а также консультативную поликлинику и клинику на 260 коек.

## Наука
Основные направления исследований:
- вопросы клиники и лечения инфекционных заболеваний нервной системы с широким эволюционно-биологическим мультидисциплинарным подходом к их пониманию;
- вопросы диагностики, клиники и лечения психических заболеваний;
- комплексное изучение проблем алкоголизма и наркомании;
- борьба с сосудистыми заболеваниями головного мозга (проблемы цереброваскулярной патологии);
- исследования нейрофизиологических и нейрохимических проявлений психических и нервных заболеваний.